# シャカ・ズールー
シャカ（ズールー語: Shaka、1787年 - 1828年9月22日）は、ズールー王国初代国王（在位：1816年 - 1828年）。
南部アフリカの一部族であったズールー族を南アフリカの大半の部分を支配する一大国家へと導いた指導者である。彼の軍事力と戦略、敵を殲滅し生存者を部族に同化させていく力量は、ズールー族の中でも抜きん出たものがあった。

## 略歴

### 生い立ち
ズールー族の首長センザンガコナの第1子として生まれた。母のナンディ (シャカの母)はセンザンガコナの第3夫人で、ランゲニ族（英: Langeni）の元族長の娘。

### 追放
センザンガコナの母もランゲニ族の出身であったことから第1夫人はナンディとシャカを警戒し、センザンガコナによって母とともに部族を追われた。ナンディとシャカは、ムテトワの王ディンギスワヨの庇護を受けた。

### 国王への即位
1816年にセンザンガコナが亡くなったため、シャカはディンギスワヨの影響力を背景に国王に即位した（ズールー王国の成立）。
シャカはまず、幼年時代に自分を虐待した部族内の人間を串刺しの刑などで粛清した。
また軍制改革を行い、一種の連隊制度を導入した。また、武装をそれ以前の投槍から、手持ちの短槍に変え、突く戦法を採用した。盾も長く大きなものを導入した。当時アフリカの部族間の戦争は最初は歌や踊りで威嚇して解決を測るというものだったが、これらを用いて、兵力を集中して敵を撃破する戦術（「雄牛の突撃」と呼ばれる）を採用し、他の部族を制圧していった。戦場では、破った敵に対して自軍に加わるよう提案し、承諾したものを自軍に加えズールー族に同化させていった。これによりズールー族は勢力を拡大していった。

### ズールー内戦（1817-1819）
恩人であるディンギスワヨがンドワンドウェ王国の国王en:Zwide kaLangaに殺され、シャカはその復讐を計画する。
1818年、en:Battle of Gqokli Hillでは、ズールー王国の領土拡張の邪魔になっていた、ンドワンドウェ王国の国王Zwide kaLangaを破った。しかし、とどめを刺す前にンドワンドウェ王国は北へ撤兵した。
1829年、en:Battle of Mhlatuze River。

### 暗殺
国内では恐怖政治を行い、1827年にナンディが死去したときは約7,000人を殉死を目的に処刑した。王族内からもシャカに対する反発が高まり、翌1828年、北方遠征の途中で、王太子でもある異母弟ディンガネ・カセンザンガコナと、もう一人の異母弟ムランガナ・カセンザンガコナによって殺された。
シャカの死後も19世紀を通じてズールー族は勢力を保ち、イギリス軍を破った数少ないアフリカ人の部族となった（1879年、en:Battle of Isandlwana）。

## 創作上におけるシャカ・ズールー
テレビドラマ
- 『闘神伝説シャカ・ズールー』（1986年、イギリス）
- 『ズールー大戦争』（2001年、米国）

ゲーム
- 『シヴィライゼーション』シリーズ - 第1作目からズール文明の指導者として登場。ギリシャのアレキサンダー大王、イギリスのエリザベス1世、モンゴルのチンギス・ハーン、そしてインドのマハトマ・ガンジーとともに、(ナンバリングタイトルでは)第5作目のCivilization 6まで皆勤の指導者である。[1]